# Lety (district de Písek)
Pour les articles homonymes, voir Lety.
Lety est une commune du district de Písek, dans la région de Bohême-du-Sud, en République tchèque. Sa population s'élevait à 287 habitants en 2020.

## Géographie
Lety se trouve à 25 km au nord-nord-ouest de Písek, à 67 km au nord-ouest de Ceské Budejovice et à 68 km au sud-est de Prague.
La commune est limitée par Zalužany et Kozárovice au nord, par Kožlí à l'est, par Orlík nad Vltavou, Králova Lhota et Nerestce au sud, et par Horosedly à l'ouest.

## Histoire
La première mention écrite du village date de 1312.
Au cours de la Seconde Guerre mondiale et dans le cadre du Protectorat de Bohême et de Moravie, un camp de concentration nazi pour « asociaux » regroupa de nombreux Roms soumis au travail forcé. Beaucoup ne survécurent pas aux conditions de détention. De 1942 à 1944, une partie des prisonniers fut envoyée au camp d'extermination d'Auschwitz-Birkenau.

## Transports
Par la route, Hrejkovice se trouve à 22 km de Milevsko, à 34 km de Písek, à 51 km de Ceské Budejovice et à 129 km de Prague.